# Acer fabri
Acer fabri é uma espécie de árvore do gênero Acer, pertencente à família Aceraceae.